# Линдси, Уоллес
Уоллес Мартин Линдси (англ. Wallace Martin Lindsay; 12 февраля 1858, Файф — 21 февраля 1937, Файф) — британский учёный-классицист и палеограф. Профессор Сент-Эндрюсского университета.
Родился в Питтенуиме в семье священника.
Образование получил в Университете Глазго и оксфордском Баллиол-колледже.
В 1880—1899 гг. член оксфордского Колледжа Иисуса. Затем профессор латыни Сент-Эндрюсского университета (1899—1937).
Членкор Американской академии медиевистики (1926).
Умер в Сент-Эндрюсе.
Автор статей для Британской энциклопедии издания 1911 года.
Некоторые из его книг были переведены на французский и немецкий языки.
Почётный доктор (LL.D.) Ун-та Глазго.